# 费米悖论

阿雷西博信息，顏色是用作分類，信息本身沒有任何顏色。人類首次嘗試利用电磁波尋找外星生命

费米悖论（英語：Fermi paradox），又称費米謬論，阐述的是对地外文明存在性的过高估计和缺少相关证据之间的矛盾。宇宙惊人的年龄和庞大的星体数量意味着，除非地球是一个特殊的例子，否則地外生命应该广泛存在。在1950年的一次非正式讨论中，物理学家恩里科·费米问道，如果银河系存在大量先进的地外文明，那么为什么连飞船或者探测器之类的证据都看不到。对这个话题更加具体的探讨最早出现在1975年麦克·哈特的文章中，有时也被叫做麦克·哈特悖论。另一个紧密相关的问题是大沉默——即使难以星际旅行，如果生命是普遍存在的话，为什么我们探测不到电磁信号？有人尝试通过寻找地外文明的证据来解决费米悖论，也提出这些生命可能不具备人类的智慧。也有學者认为高等地外文明根本不存在，或者非常稀少以至于人类不可能联系得上。地球殊異假說被認為給費米悖論提供一種解釋。
从哈特开始，很多人开始发展关于地外文明的科学理论或模型。大部分工作都引用费米悖论作为参考。很多相关的问题已经得到重视，内容包括天文学、生物学、生态学和哲学。新兴的天体生物学给问题的解决引入了跨学科的研究手段。

## 悖论基础
费米悖论讲述的是有关尺度和概率的论点和稀缺的证据之间的矛盾，其基本內涵表述如下：
宇宙显著的尺度和年龄意味着许多高等地外文明应该存在。
The apparent size and age of the universe suggest that many technologically advanced extraterrestrial civilizations ought to exist.

但是，这个假设似乎与事实不符，因为它得不到充分的观测证据支持。
However, this hypothesis seems inconsistent with the lack of observational evidence to support it.
费米悖论的第一点，即尺度问题，是一个数量级估计：银河系大约有2500亿（2.5×1011）颗恒星，可观测宇宙内则有700垓（7×1022）颗。即使智慧生命以很小的概率出现在围绕这些恒星的行星中，那么仅仅在银河系内就应该有相当大数量的文明存在。这也符合平庸原理的观点，即地球不是特殊的，仅仅是一个典型的行星，具有和其他星体相同的规律和现象。有人用德雷克公式来支持这个论点，尽管这个式子的基础正在受到质疑。
费米悖论的第二点是对尺度观点的答复：考虑到智慧生命克服资源稀少性的能力和对外扩张的倾向性，任何高等文明都很可能会寻找新的资源和开拓他们所在的恒星系统，然后是涉足邻近的星系。因为在宇宙诞生137亿年之后，我们没有在地球或可观测宇宙的其他地方，找到其他智慧生命存在的切实可靠的证据；可以认为智慧生命是很稀少的，或者说我们对智慧生命的一般行为的理解是有误的。
费米悖论可以表述成两种形式。一种是“为什么没有发现外星人或者外星物品？”如果星际旅行是可行的话，即使是用人类造的飞船这样缓慢地旅行，也只需要5百万到5千万年去征服星系。就算不考虑宇宙尺度，在地质学尺度上这也是一个相当短的时间。因为有很多年龄比太阳更大的恒星，或者因为智慧生命可能进化得更早，这个问题就变成为什么星系还没有被殖民。即使殖民对所有外星文明来说是不合实际的或者是不想去做的，大规模的星际探索也应该是有可能（探索的方式和理论上的探测器会在下文具体讨论）。然而，没有任何关于殖民和探索的证据得到承认。
上面的讨论可能并没有把宇宙作为整体考虑在内，因为星际旅行的次数问题就足以解释为什么地球上缺少外星生物的证据。但是，问题就变成“为什么我们看不到智慧生命的迹象？”因为足够高等的文明应该能在可观测宇宙的较大范围内被看见。即使这些文明是很稀少的，尺度问题的讨论暗示他们可能在宇宙历史中的某一段存在过。因为他们在相当长的一段时间内能够被观测到，我们视野范围内应该能找到很多他们起源地的迹象。然而，没有任何确切的地外文明的观测证据。
相同的，以尺度和機率的角度與視野來觀察，地球屬於適居帶的行星，擁有且滿足一切生物物種維持生命、生存和演化的所有條件，然而事實上從地球歷史中的顯生宙開始至今，在這長達五億多年的歲月間和數百萬的生物物種中，只有一個物種成功的演化成為高等智慧生命——「人類」，而非多種多元的高等智慧生物並存於地球上，這顯示了在「相同條件」下，「高等智慧生命」並非如此的輕易出現和存在。同地球殊異假說一般，這或許為費米悖論提供了其中一個答案。

## 悖論的起源

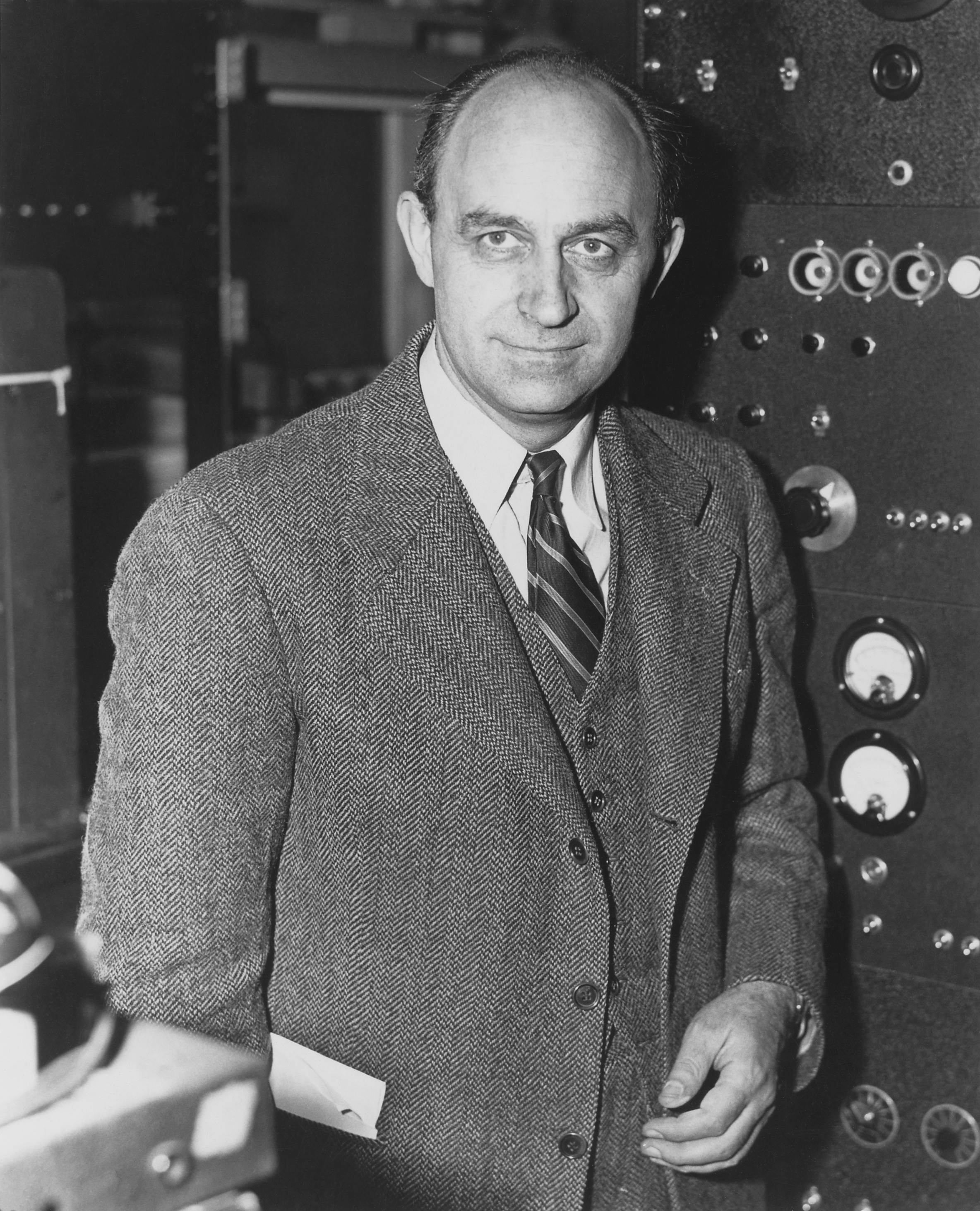
恩里科·费米

1950年，物理学家恩里科·费米在洛斯阿拉莫斯国家实验室工作。費米悖論源自於他在一次去吃午饭的路上，和同事埃米尔·康佩斯基、爱德华·泰勒、赫伯特·约克有一段普通的交谈。一开始，他们谈论当时流行的UFO报导和阿兰·邓的漫画。漫画把市内垃圾箱的失踪归咎于外星人的掠夺。接着他们谈到未来十年内，人类能够观测到超光速运动的物体的概率大小。泰勒认为是百万分之一，但费米觉得接近于十分之一。然后话题又转向其他方面，直到午餐时费米突然问道“Where are they？”，即“他们在哪里？”（也有说法是“Where is everybody?”，即“其他人在哪里”）。据其中一个在场人士回忆，费米当时用了几个估计的数值做了一系列的快速计算。（费米很擅长于用基本原理和少量的数据做出数量估计，详见费米问题）依靠估算，他当时的结论是地球应该在很早以前被外星人访问过，而且被访问的次数远不止一次。

## 德雷克公式
在和费米悖论有关的理论和定理中，联系最密切的是德雷克公式。
德雷克公式由法兰克·德雷克在1960年提出，恰好是恩里科·费米引出话题的十年之后。这个公式试图用一种系统的方法去估计外星生物的存在概率。公式中几个重要的参量包括：星系中恒星形成的速率，有行星的恒星数量，适宜居住的行星数，发展出生命的行星数，发展出智慧生物的行星数，智慧生物能进行通讯的行星数，还有这种文明的预期寿命。最基本的问题在于最后四个参量（发展出生命的行星数，发展出智慧生物的行星数，智慧生物能进行通讯的行星数，文明的预期寿命）是完全未知。我们只有一个样本（地球），所以不能进行有效的统计学估计。
法兰克·德雷克自己也认为德雷克公式不太可能解决费米悖论，它只是梳理了悖论相关的未知参量。

## 实验验证
解决费米悖论最显而易见的方法就是找到地外文明存在的证据。自1960年来有各种各样的尝试，很多项目仍在进行之中。因为人类没有星际旅行的能力，这种探索只能是远距离进行的，而且要求对细小的线索做仔细的分析。这种限制导致我们只能去探索那些对环境造成显著影响的文明，或者是该文明产生了能被远距离探测的信号，比如射电辐射。对于没达到相应技术水平的文明，在不远的未来都不太可能被地球探测到。
寻找地外文明要注意避免过于以人类为中心去看待线索。我们总是习惯地以为，探测到的现象会相似于人类活动能够产生的现象，或者会和人类获得先进科技之后能产生的现象一样。然而，智慧外星生物的行为可能不符合我们的预测，或者以对人类来说完全新颖的方式表现出来。

### 无线电信号

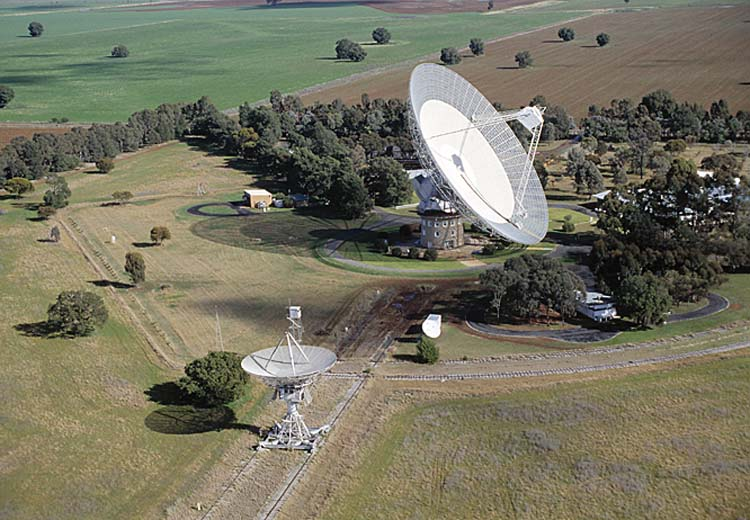
搜寻地外文明计划中常使用射电望远镜

无线电技术和建造射电望远镜的能力，常被认为是有一定技术水平的物种所应具备的。这些技术产生的影响可以在星系之外探测得到。举个例子，太阳系内灵敏的探测器一般都能探测因地球的电磁通信而产生的无线电信号，强度和G2型恒星的电磁辐射相当。排除自然因素的影响，外星人应该能够推断出地球文明的存在。
因此，在太空仔细地寻找非自然原因引起的无线电信号，可能会发现外星文明的踪迹。这些信号也许是外星文明无意间放出的，也可能是为接触其他文明而有意放出的，就好像地外文明交流计划（Communication with Extraterrestrial Intelligence）的阿雷西博信息。在搜寻地外文明计划的组织下，一批天文学家和天文台一直以来都在寻找这样的无线电信号。另外也有一部分人从事光学方面的信号分析。
搜寻地外文明计划几十年来在主序星中只找到几个候选信号，但没有发现任何不寻常的亮度变化或者有意义的重复的无线电信号。1977年8月15日，巨耳射电望远镜发现了著名的“哇！”信号。但是巨耳对星空中的每一点只观测72秒，后来对发现地的再次观测却没有发现任何异常。2003年，搜寻地外文明计划的SETI@home计划又找到一个候选者SHGb02+14a无线电信号，但后续的研究都不太乐观。很多技术专家认为靠现有的搜索技术，搜寻地外文明计划很可能会忽略有意义的无线电信号。

### 直接观测

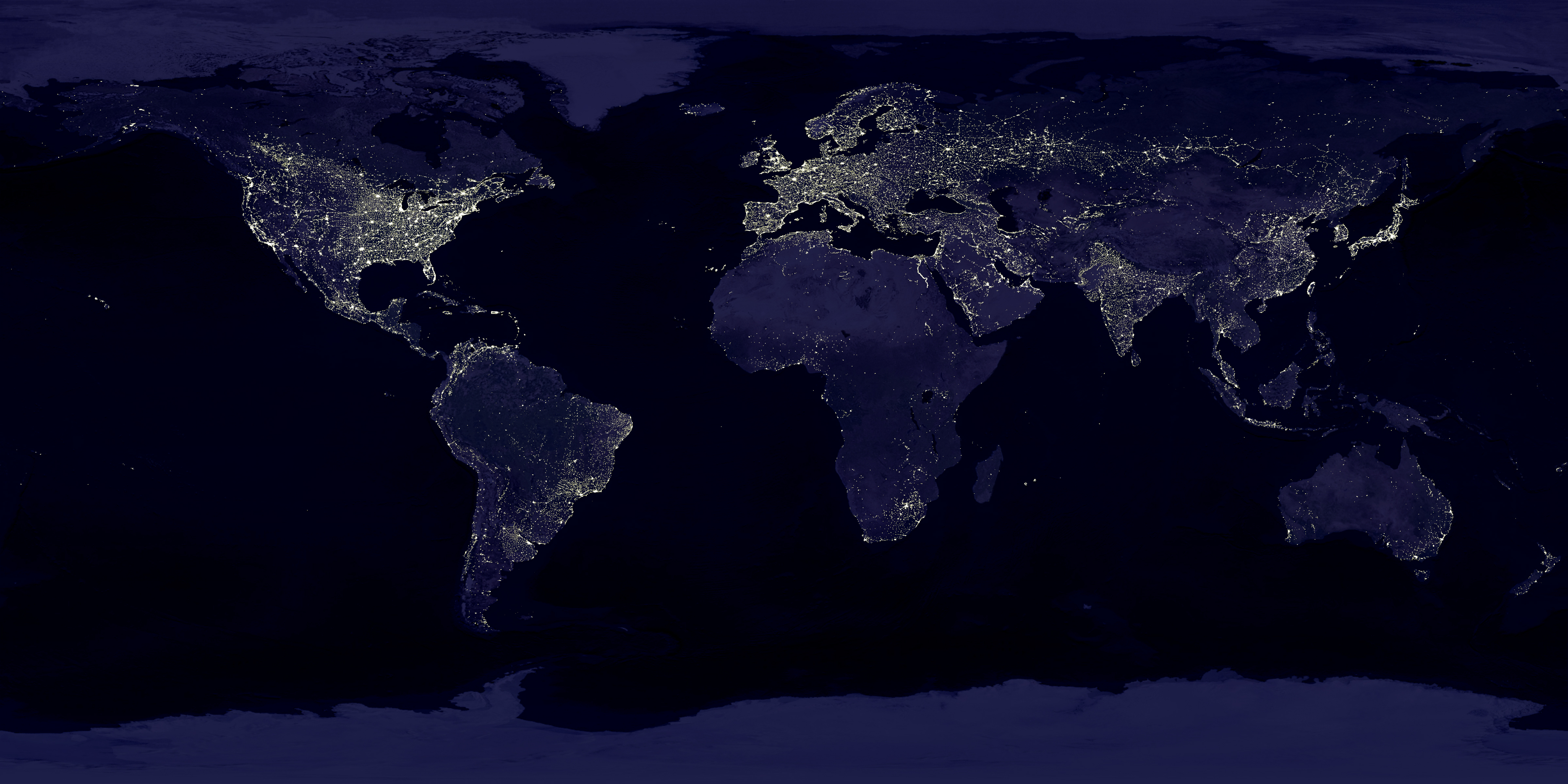
一张地球夜间的合成照片，使用的是国防气象卫星计划实用行扫描系统的数据。我们可以从太空探知人类文明。

得益于天文器械和分析技术的改善，我们现在能够对系外行星进行探测和分类。在1989年第一篇声称发现了系外行星的文章发表之后，一个新的天文学分支开始兴起。能够支撑生命体系的行星很可能会在不远的将来被发现。
生命存在的直接证据在未来一定能够探测得到。只要对系外行星的大气做好光谱分析，就能探测出昭示生命现象的气体（像甲烷和氧气），甚至是高等文明产生的工业化空气污染。随着观测技术的进步，以后我们甚至能直接观测到生命现象（比如右图）。
然而，系外行星很少能被直接观测得到（2004年第一次有人声称观测成功），甚至它们的存在性还是通过它们公转的恒星的变化推测出来的。这意味着一般只有系外行星的质量和轨迹能够被计算出来。这点信息，加上其公转恒星的类型和对行星成分的猜测（通常基于行星质量和对恒星的距离），只能让我们对行星的环境做粗略的估计。
在2009年以前，系外行星的观测技术还不太能探测到地球大小的有生命的行星。比如微引力透镜技术，只能探测到小型行星的存在（可能比地球更小），但只能探测一小段时间，不能够跟踪探测。其他方法像视向速度法、天体测量学方法、凌日法，虽然可以对行星效应进行较长的观测，但只能对质量远大于地球的行星有效，而且都是要通过行星大气进行观测。这些方法都不太可能成功观测到类地生命。但系外行星的探测和分类一直是天文学中非常活跃的分支。1988年到2007年，一共探测到241颗行星；2007年第一次在一个恒星系统的可居住区域发现一颗类地行星。系外行星的探测手段在不断改进，加上对现有太空技术的有效运用（比如2009年发射的开普勒太空望远镜），我们越来越容易探测到类地行星和判断它们是否处于恒星系统的可居住区域。这些进步能够让我们更好地了解可居住行星的分布状况，进而了解宇宙中生命的分布情况。这比仅解决费米悖论有更深刻的意义。

#### 探测器、殖民地和其他人工产物
像之前说的，从宇宙的尺度和年龄来看，智慧生物理应能快速扩张，留下外星殖民的迹象。但我们发现的殖民活动不一定有地外生物参与，也可能是探测器或者信息采集装置。
某些理论上的探索技术，比如冯·诺依曼探测器，能够在短短50万年中探索完银河系大小的星系，却只需要相对少量的物质和能量投入。即使银河系中只有一种文明采用这个技术，探测器也应该遍布整个星系，包括太阳系——也许处于原材料丰富且容易获取的小行星带。
另一种可能接触到的外星探测器是会寻找外星生物的布雷斯韦尔探测器。这种探测器能自主行动，寻找外星文明并尝试进行交流（而冯·诺依曼探测器常被认为只是纯粹地进行探索活动）。相比于和超远距离的文明用光速信号进行缓慢的对话，这种技术是很好的替代方法。探测器会拥有人工智能，找到外星文明之后能自己实现短程对话，不会产生用远程的无线电对话时出现的延迟。虽然探测器的发现目标后仍要以光速把信息传回基地，但用于信息采集的文明间的对话可以实时进行。
从1950年代开始，人类在太阳系内一小部分区域进行着星际探索，但没有发现任何说明外星殖民者、探测器到访过的证据。太阳系内有很多资源丰富的区域，比如小行星带、柯伊伯带、奥尔特云等。虽然这些区域非常大而且难于考察，如果进行仔细的探查可能会发现外星人探索活动的线索。寻找地外人造产物计划和寻找地外文明到访计划，对这方面已经做了一部分工作。科学家罗伯特·弗雷塔斯、范斯高·威尔德斯也尝试了指示、吸引或者驱使地球附近的布雷斯韦尔探测器。大部分这方面的计划被天文学界认为是“边缘”学科。目前没有任何项目发现了外星人造产物。
如果发现了外星人造物，它们可能不太容易辨认出来。因为我们不一定能理解和辨识融合了外星思维和高等外星科技的物品。通过合成生物学制作的生物工程化的生命体探测器，可能会在某时刻分解不留下任何证据。一个基于分子纳米技术的信息采集装置可能正遍布于我们身边，却完全不被人发现。克拉克的第三条定律也暗示，远先进于人类的外星文明可能拥有不被人类理解的调查手段。

#### 星球规模的高等人造物

图为戴森球的一种变体。这种大规模人造物会大幅度改变恒星的光谱。

1959年，弗里曼·戴森博士发现每一个发展中的人类文明会持续增加能量消费量；所以理论上说，一个年龄足够大的文明将需要太阳产生的所有能量。思想实验戴森球就是他想出的解决办法：用一个壳体或云状物罩住整个恒星来收集尽可能多的辐射能。这样庞大的天体工程项目会大大改变太阳的观测光谱，从普通恒星大气层的发射光谱变为黑体辐射光谱，很可能在红外波段出现峰值。戴森认为只要检查恒星的光谱，如果找到这样的光谱变化，就能发现高等外星文明。
从那以后出现了各种理论上的星球规模的超级建筑，但中心思想仍然是一个相当高等的文明——卡尔达肖夫指数II型以上——会使自己的环境变化得足够大，使得在星际距离外被探测到。
然而，这种建筑会比原来设想的更难观测到。根据内部环境的差异，戴森球会有不同的发射光谱；依赖于高温反应的生命更青睐高温的环境，导致在可见光波段而不是红外波段出现“剩余辐射”。另外，有一种戴森球的变体——俄罗斯套娃脑（Matrioshka brain）——很难实现远距离观测；它是一系列同心球，辐射的能量由内向外逐层递减。最外层可能会接近星际背景辐射的温度，以致于完全无法观测到。
关于戴森球和其他卡尔达肖夫指数II型或III型的能改变恒星光谱的巨型人造物，有一些初步的搜索；但是光学调查没有发现任何线索。费米国立加速器实验室有一个寻找戴森球的项目正在进行中，但这些搜索只是初步的，并不完整。
另一个类似的话题是星系规模建筑。可惜目前的情况对于“生命是普遍的”这个理论是一个致命的打击。对于上千个星系的直接观测后，却找不到任何人工建筑或改动的证据。这意味着要进化出能制作星系规模超级建筑的物种，其速率将小于1个每1万个星系每130亿年，或者说是10−18个每年。
在2015年，克普勒望遠鏡發現KIC 8462852有難以解釋的光度變化，遂有假說是外星智慧生命在製造戴森球。

## 理论解释
部分理论家认为证据的缺失说明地外文明的缺乏，并尝试解释其原因。另一部分人在不排除生命存在性的前提下，提出了大沉默的可能解释，包括猜想地外文明的行为和技术模式。这些理论实质上都是减小德雷克公式一个或多个参量。一般而言，它们并不互相排斥。比如说，生命是稀少的和技术文明倾向于自我毁灭，这两种情况可以同时存在。当然也可能是下面这些解释的不同组合。

### 目前没有其他文明存在
一种解释是人类文明在星系中是唯一的。顺着这个思路有几个相关理论，解释为什么智慧生物会如此稀少或者如此短命。

#### 其他文明没有崛起
认为地外智慧生物不存在的人声称生命——至少复杂生命——诞生的条件是很罕有的，或者地球是特殊的。这是所谓的稀有地球假说：尝试通过拒绝平庸原理来解决费米悖论，主张地球不是典型的，而是特别的甚至奇特的。虽然“地球是特殊的”这个观点在历史上一直有哲学和宗教背景，稀有地球假说使用定量的和统计证据来说明多细胞生物在宇宙中是极其罕见的，原因是和地球相似的行星非常少，或者说很多不可能的巧合都集中到地球身上让复杂生命的诞生成为可能。尽管有人指出复杂生命可能按照不同于地球的其他模式进化出来，但是考虑到在漫长的地球历史中，只有一个物种发展出文明并能实现太空飞行和无线电技术，这让高等技术文明在宇宙中是罕见的观点显得更加可信。
举例来说，智能的出现可能是进化的意外情况所致。杰弗里·米勒（Geoffrey Miller）提出人类智能是逃离性选择的结果，才走上了意料之外的进化方向。史迪芬·平克（Steven Pinker）在《心智探奇》指出，生命一达到最低限度的复杂度时就一定会进化出智慧生物的想法，是一种基于“进化阶梯”理论的谬误：进化没有一个前进的目标，只是自然产生，挑选出对于给定的生态环境最有用的变异；地球产生出具备语言功能的智慧生物，这只能说是目前看来进化过程中一次罕见的好选择，但这绝不是生命进化的终点，未来的进化是好是坏还不能确定。
顺着这个思路的另一个理论是，即使生命存活的条件在宇宙中很普遍，但考虑到生命由一系列分子复杂排列而成，同时具有繁殖、从环境摄取基本组分、获取并转化能量供应生命活动等能力，要生命诞生（或者说在一个可能有适宜生存的星球上要自发产生生命）仍然十分困难。
另外，在从初等生命到人类这段充满未知数的过程中，从原核生物到真核生物和从单细胞生物到多细胞生物的转变，其发生的几率也可能非常小。大部分早期行星不穩定，生命形式需要控制溫室效應以確保行星表面溫度穩定。
也许智慧生物是普遍存在的，但是工业文明则相反。举例说，地球工业文明的出现是得益于方便易得的能源，比如化石燃料。如果这种能源是稀缺的或者根本不存在，那么智慧生物要发展科技到能进行外星对话的程度会困难很多。除了能源也会有其他特殊因素是文明发展需要的，但在不同星球的分布会有差异。
另外，也有理论认为，文明的发展过程存在大过滤器。这个过滤器即是文明历经的磨难。这种理论认为大多数文明因为过滤器存在而在非常低等的情况下已经被淘汰。
稀有地球假说推崇地球生命和其形成过程，是一种人择原理的变体。它强调宇宙似乎特别适合发展人类文明。这种哲学观不仅反对平庸原理，还和哥白尼原则相斥，后者一般认为宇宙中没有任何地方是更优的。
反对者认为稀有地球假说和人择原理都是缺乏想象力的和语义重复的——如果为了让人类产生宇宙必须存在相应的条件，那么既然人类已经存在，所以宇宙肯定已经满足这些条件了。根据这样的分析，稀有地球假说混淆了为什么生命会在地球出现和为什么生命要出现。尽管和地球具体情况相同的星球不太可能普遍存在，但是我们还是不知道复杂生命的进化需要哪些条件。

#### 智慧生物具有自我毁灭的性质
在发展出无线电或太空飞行技术之前或之后很短的时间内，技术文明可能倾向于或者必定会自我毁灭。可能的灭绝方式包括核战争、生物武器或意外的病毒感染、灰色粘質（nanotechnological catastrophe）、不理智的物理实验、程序失控的人工智能、地球生物圈恶化后产生的马尔萨斯灾难、资源枯竭或能源枯竭尤其可能是化石能源枯竭导致倒退为非技术文明。这类话题在小说和主流的科学理论中都有探讨。有部分人认为人类的末日可能比想象的要更快到来。1966年，卡尔·萨根和约瑟夫·什克洛夫斯基提出，技术文明要么会在持续一个世纪的发展星际通讯的过程中走向自我毁灭，要么掌握自己的命运并继续存活上亿年。自我毁灭也可以用热力学的观点来考察：目前生命是一个有序系统，可以维系自身和对抗无序的趋势；但“外部传输”（external transmission）或者星际通讯阶段可能是系统变得不稳定和自毁的转折点。

### 外星文明存在，但是……
- 由于数量级的原因......（同時發生相對）
  - 文明之间的时间距离太远，不容易接触。距离太阳系最近的恒星半人马座α比邻星也有4.22光年，这意味着即使该星系存在同样乐于并有能力发现和寻找我们的智慧生命，他们要达到地球也需要相当长的时间（很可能超越了物种本身的寿命）；另一方面人类冲出地球的时间距今也仅数十年计，相比地球诞生至今数十亿年，所占比例实在很短（亿分之一），能够被地外生命（对方也需要具有持续观测能力和意願，否则能够被偶然观测到的概率要再平方一次）观测到的概率很低，对方观测到并给予能够被我方接受的信号的概率更低一些；再次双方传递之信号必须足够大，才能在光年计算的星际空间不至淹没而有迹可循。（代達羅斯計劃）
  - 生命从星系的一部分扩展到另一部分很艰难，所以还没到地球。
  - 人类真正搜寻外星人的时间还太短。
  - 外星文明已经发现人类了，只是发回的信号还没到地球。
  - 地球人未有察覺發回信号為外星文明產物。
  - 地球人所發出信号無意中摧毀了外星文明。
- 由于技术的原因...
  - 外星人未必是科技先進的一方，可能外星人科技比人類落後，所以還無法和人類溝通。
  - 文明的技术可能永远无法有效超越星系。
  - 人类寻找外星生命的方法不正确，所以还没见到。
  - 文明向外广播无线电信号的时间很短，尤其可能是因为多数技术文明的存在时间很短，且无法离开母星系，导致技术文明的密度以及这些文明的无线电广播密度过低，信号过于微弱而难于探测或人类开始探测信号前某些曾经存在于太阳系的广播信号因广播时间较短已不再存在于太阳系。
  - 技术文明一般会经过技术奇异点。此后和还没有经过奇异点的人类交往或者没有可能，或者没有意义。
  - 外星技术现象与自然现象太过相近以至于难以区分。
- 它们故意不回答......
  - 假設宇宙總體資源固定的情況下，為了獲取繼續生存的機會，避免他種文明的反應而竭力隱藏自己而不與地球交流，原因包括不確定地球善惡、不確定地球對外星文明的善惡，不確定地球認為外星文明之善或惡，不確定地球認為外星文明認為地球為善或惡等無限的懷疑鏈導致的不信任。在文明高低方面，在保障生存的前提下，則有以下危機：地球文明高於外星文明，可能引起地球發動侵略；在地球文明低於外星文明的情況下接觸，可能引起地球文明爆發（技術爆炸）而趕上甚至超越外星文明而發動侵略；在外星文明發現地球時，地球即便未發現外星文明也並非完全沒有機會發現外星文明，因此單純發現並不存在絕對的安全，更遑論接觸；宇宙中並非只有2種文明，在雙方接觸下，也可能使第三方文明發現而帶來危機。此外，基於以上兩種思維，建立黑暗森林法則，各個文明在偶然發現對方時，無法確認對方善惡，且獲得確知所需的時間與程度尚未可知，未來是否仍能保障安全亦不能預測。因此各個文明必須在黑暗的宇宙中選擇匿身，且在發現其他文明時，採取主動接觸或繼續匿身都不足以保證生存，在必須行動時，將選擇攻擊他方摧毀其文明的方式，以避免自身再被第三方發現。（黑暗森林假説，语出自《三體》小说系列)
  - 为了观察人类的自然行为，有意不直接接触。（動物園假說）
  - 与人类差别太远，无法有效回答。（技术奇异点）
  - 没有兴趣回答。
- 它们已经与人类接触了，只不过......
  - 它們存在於更高的維度之上人類無法察覺
  - 有意隐藏接触的证据。
  - 无意隐藏，只是人类自己不肯承认和外星人接触的证据，如麥田圈。
  - 外星人只与合适的人类进行接触，虽无隐藏证据的意思但也没有意愿广为公布。

## 扩展阅读
- Boyle, Rebecca and Quanta (2019). "Moving Stars Might Speed the Spread of Alien Life" （页面存档备份，存于）, The Atlantic
- Ćirković, Milan  （页面存档备份，存于） Why we downplay Fermi’s paradox. Nautilus
- Crowe, Michael J. . University of Notre Dame Press. 2008. ISBN 978-0-268-02368-3.
- Forgan, Duncan H. (2019) Solving Fermi's Paradox （页面存档备份，存于）. Cambridge: Cambridge University Press ISBN 9781107163652.
- Michaud, Michael. . Copernicus Books. 2006. ISBN 978-0-387-28598-6.
- Zuckerman, Ben; Hart, Michael H. . 1995. ISBN 978-0-521-44803-1.